# Liste der Passauer Domprediger

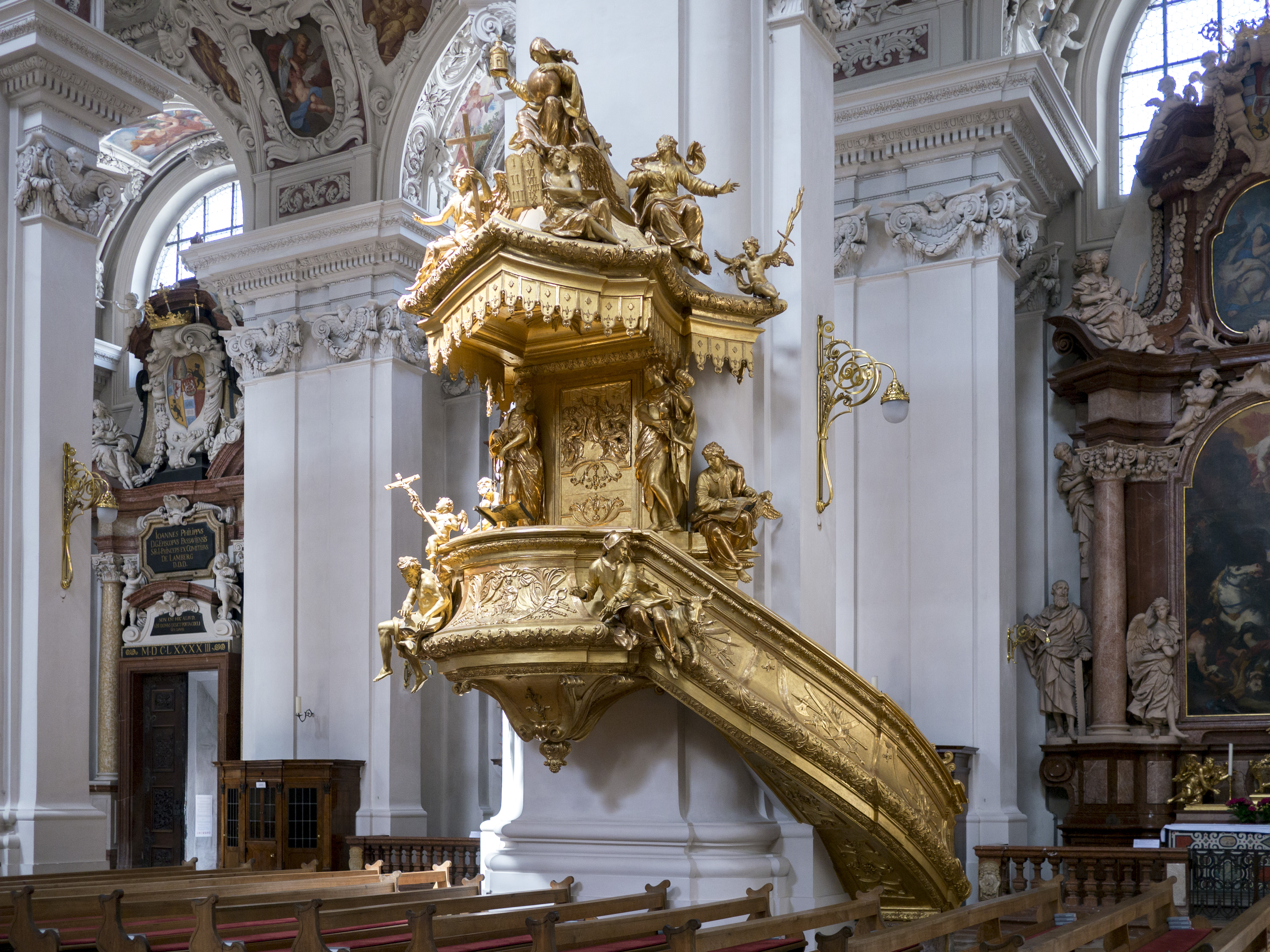
Die vergoldete Kanzel im Passauer Dom, 1722 bis 1726 vom Wiener Hoftischler Johann Georg Series geschaffen

Am Passauer Dom wurde erstmals 1457 eine Stelle des Dompredigers gestiftet.
Ab 1587 stammten die Domprediger aus dem Franziskanerorden, ab 1611 zeitweise durch Jesuiten unterstützt, die 1672 durch die Kapuziner abgelöst wurden. Der Predigtauftrag der Kapuziner wurde in den Jahren 1683 und 1786 erneuert. Zeitweise gab es zwei oder drei Domprediger. Im 19. Jahrhundert gab es als Folge der Säkularisation keinen hauptamtlichen Domprediger mehr. Ab 1926 wurden wieder Kapuziner mit dieser Aufgabe betraut.
Als Domprediger waren in Passau tätig:
| Name                                                     | von     | bis        | Anmerkungen                                                                                         |
| -------------------------------------------------------- | ------- | ---------- | --------------------------------------------------------------------------------------------------- |
| Paul Wann                                                | 1462    | ?          | geistlicher Humanist, mehrfach vom Bistum Passau zu Verhandlungen an den Kaiserhof in Wien entsandt |
|                                                          |         |            | |
| Michael Lochmair (Lochmayr)                              | um 1480 | ? († 1499) | Wiener Universitätsgelehrter und ab etwa 1473 Domherr und Offizial in Passau                        |
|                                                          |         |            | |
| Menrath Zyndel                                           | um 1504 |            | |
|                                                          |         |            | |
| Lorenz Hochwart                                          | 1549    | ? († 1570) | |
|                                                          |         |            | |
| Urban Sagstetter                                         | 1551    | ?          | 1553 Weihbischof in Passau, 1556 Bischof von Gurk, 1563 auch Bischof von Wien                       |
|                                                          |         |            | |
| Erhard Butz                                              | 1788    | 1792       | gleichzeitig Professor für geistliche Beredsamkeit in Passau                                        |
| 19. Jahrhundert: Stelle des Dompredigers meist unbesetzt |         |            | |
| Joseph Michael Alteneder                                 | 1881    | 1886       | |
|                                                          |         |            | |
| Dionys Habersbrunner OFMCap                              | 1926    | 1937       | Absetzung von den Nationalsozialisten erzwungen                                                     |
|                                                          |         |            | |
| Gebhard Fesenmayer OFMCap                                | 1954    | 1964       | gleichzeitig Dozent für Homiletik in Passau                                                         |